# Endasys pinidiprionis
Endasys pinidiprionis är en stekelart som beskrevs av Luhman 1990. Endasys pinidiprionis ingår i släktet Endasys och familjen brokparasitsteklar. Inga underarter finns listade i Catalogue of Life.